# Алишаньская Лесная железная дорога
Алишаньская Лесная железная дорога (阿里山森林鐵路) — 86 километровая сеть железных дорог узкой колеи, пересекающих горный район Алишань в уезде Цзяи, Тайвань. Железные дороги были построены японцами в 1912 году, первоначально для развития лесозаготовок, преимущественно кипарисов, позднее стали использоваться для туристических целей. Впервые пассажирские вагоны стали курсировать в 1918 году.
Дорога принадлежала Лесному Управлению. Использовались дизельные локомотивы, для туристов организовывались поездки с паровозами старой конструкции.
Правительство Тайваня готовило Алишаньскую Лесную железную дорогу как кандидат в объекты Всемирного наследия ЮНЕСКО, однако неучастие Тайваня в ООН является препятствием для получения этого статуса.
В 2003 году поезд сошёл с рельс около станции Алишань, погибло 17 человек и пострадало 156.
В июне 2008 года железная дорога была приватизирована.
Предполагалось провести ремонт дороги и сдать её в эксплуатацию в октябре 2009 года. Однако в конце августа 2009 года обильные дожди, связанные с тайфуном Моракот, привели к серьёзным разрушениям, и ввод железной дороги в эксплуатацию отложился на неопределённый срок. В дальнейшем дорога эксплуатировалась частично, а её правовой статус был предметом судебных исков.
После 15 лет реконструкции Алишаньская лесная железная дорога была открыта для движения 6 июля 2024 года, ежедневно курсируют четыре поезда, включая восстановленные старинные вагоны. 

## Линии

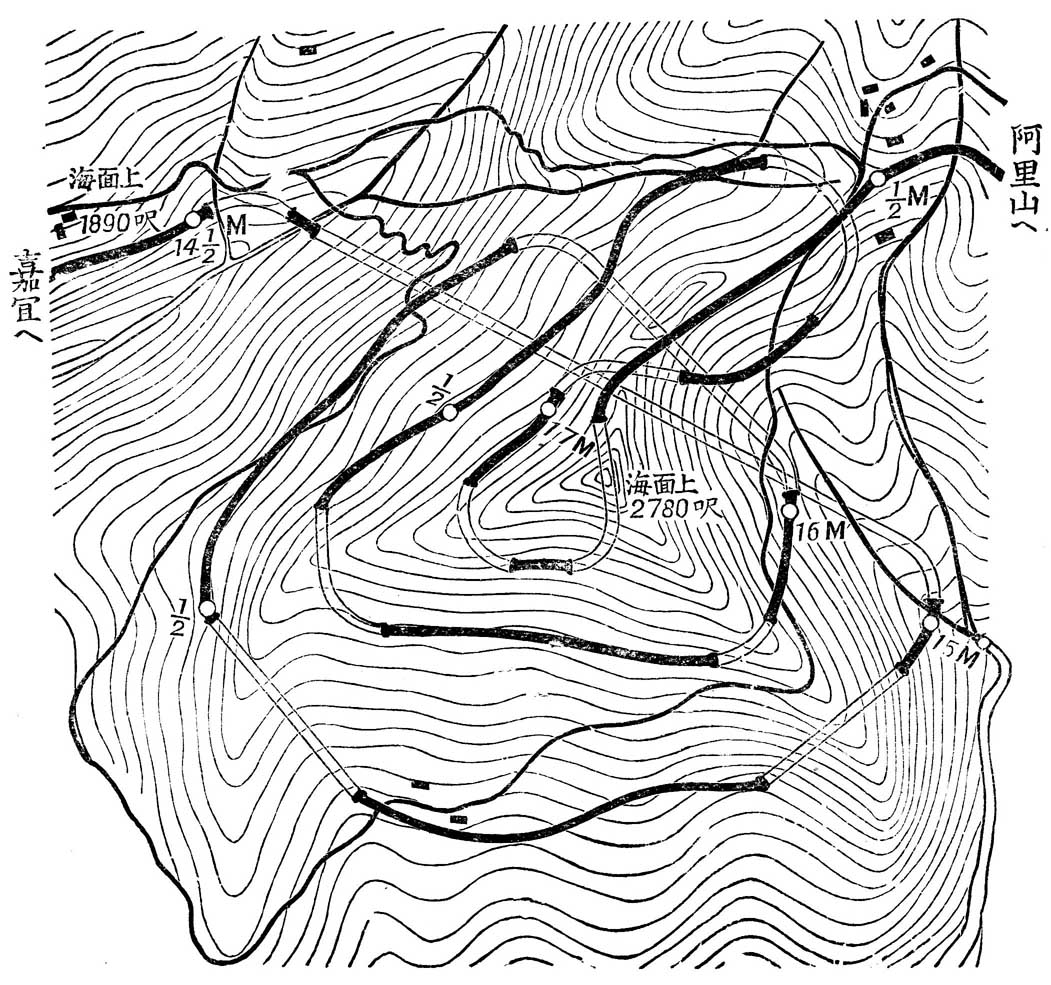
Серпантин на Алишаньской линии

Главная линия поднимается от города Цзяи (высота 30 м) до станции Алишань (высота 2216 м). Во время подъёма заметно чередование природных зон от тропических до альпийских. Дорога поднимается наверх, делая множество зигзагов.
- Главная линия (Алишаньская линия /阿里山線)

Цзяи (嘉義) — Алишань(阿里山)
Дорога местами поднимается с уклоном до 6,26 %, идёт по серпантину, заворачивая четыре раза.
- Чжушаньская линия (祝山線)

Алишань(阿里山) — Чжушань (祝山)
Поезда ходят ранним утром, отвозят туристов наблюдать восход на фоне горы Юйшань (玉山).
- Линия Мяньюэ (眠月線)

Алишань (阿里山) — Каменная обезьяна (石猴)
Закрыта после землетрясения.

## Галерея

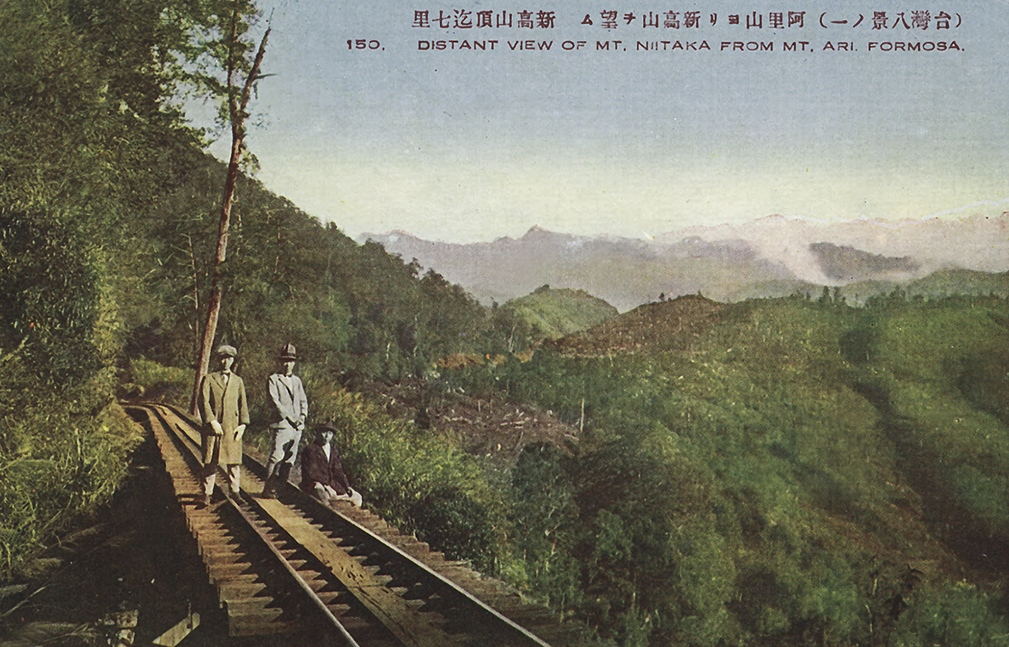
Открытка японской эпохи
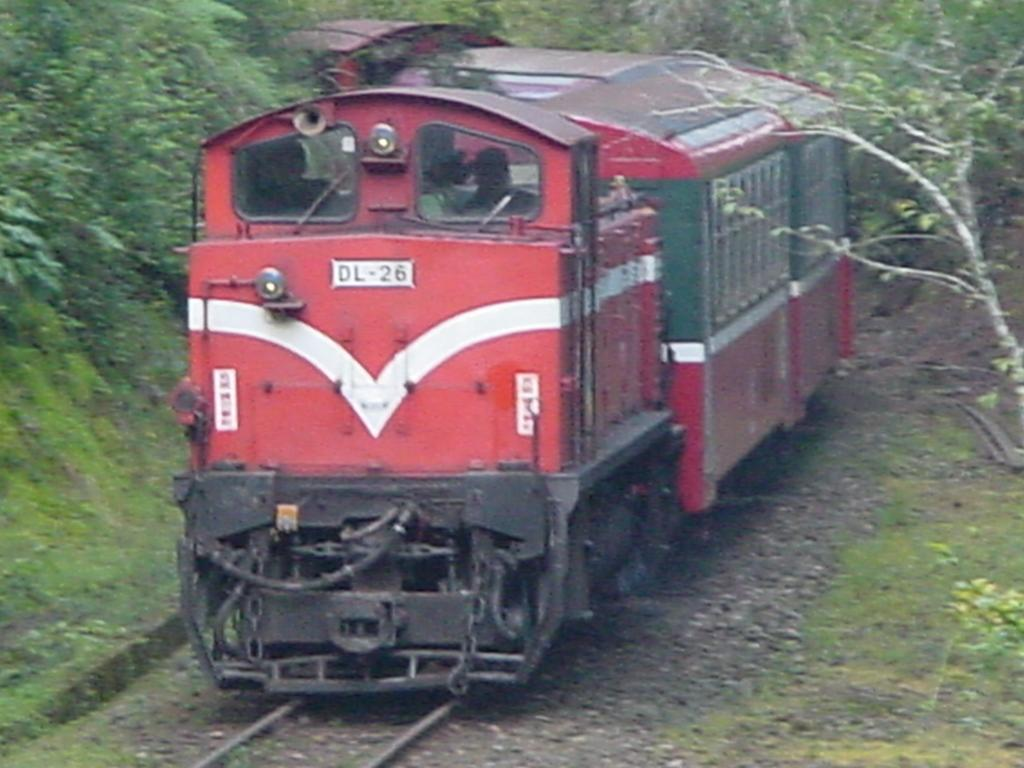
Поезд на Чжушаньской линии
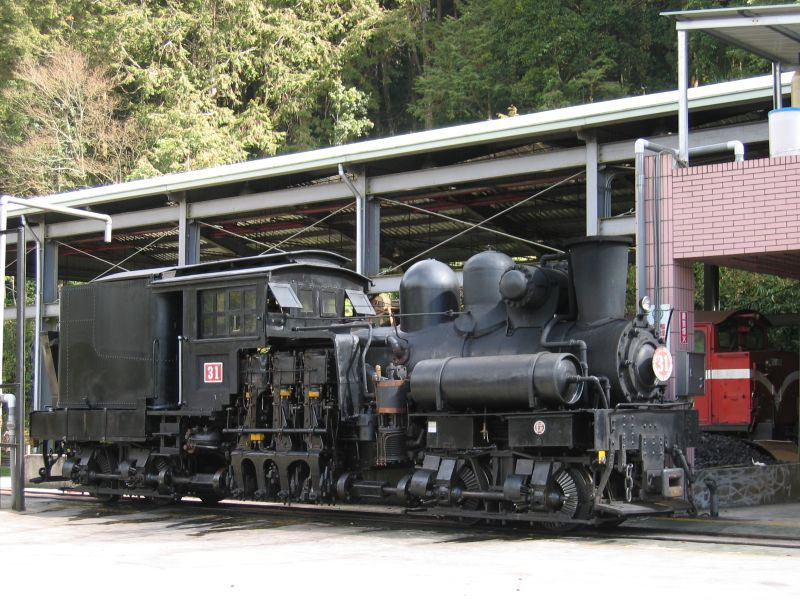
Паровоз системы Шея серии B, 28т, No.31
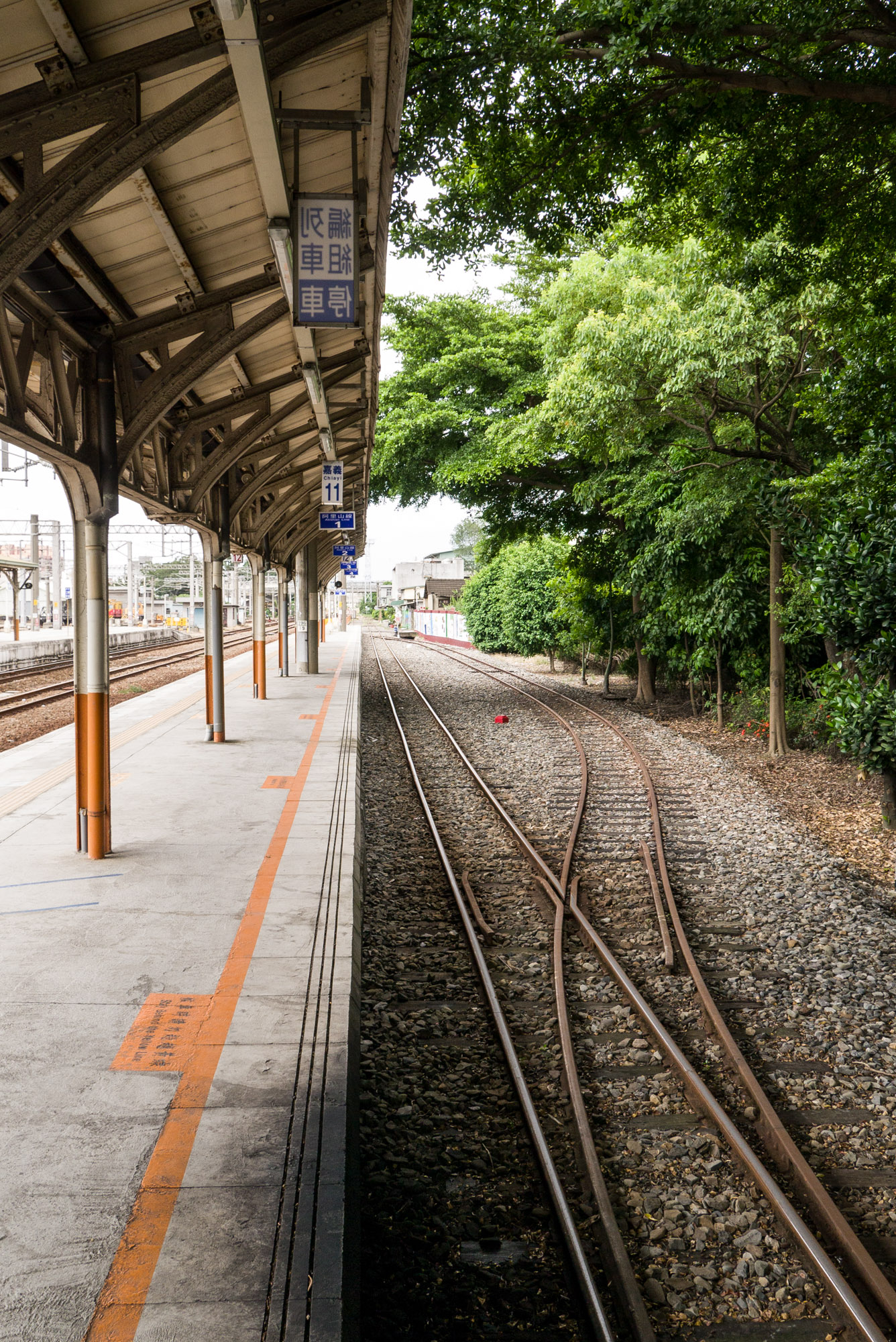
Станция Chiayi
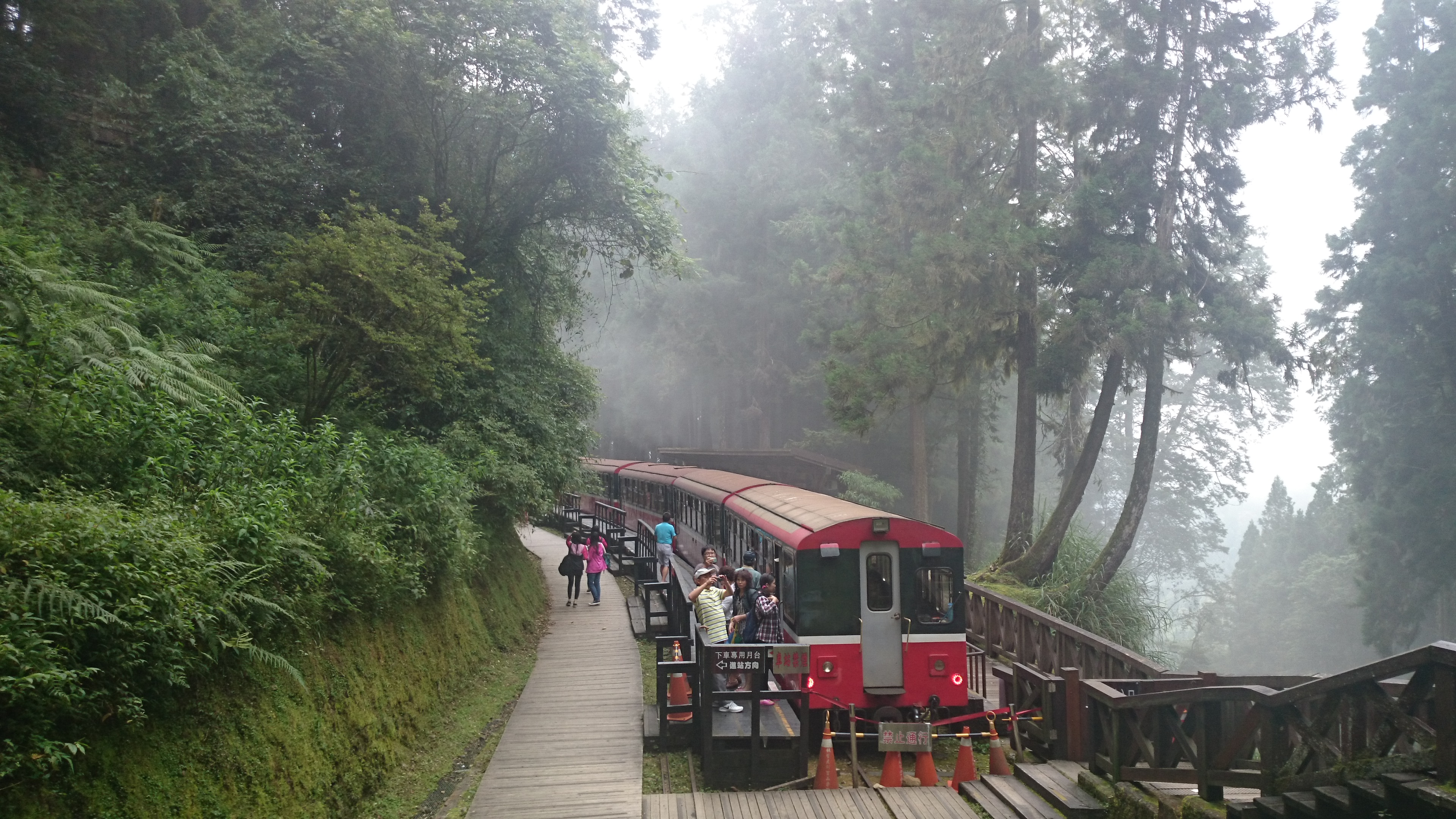
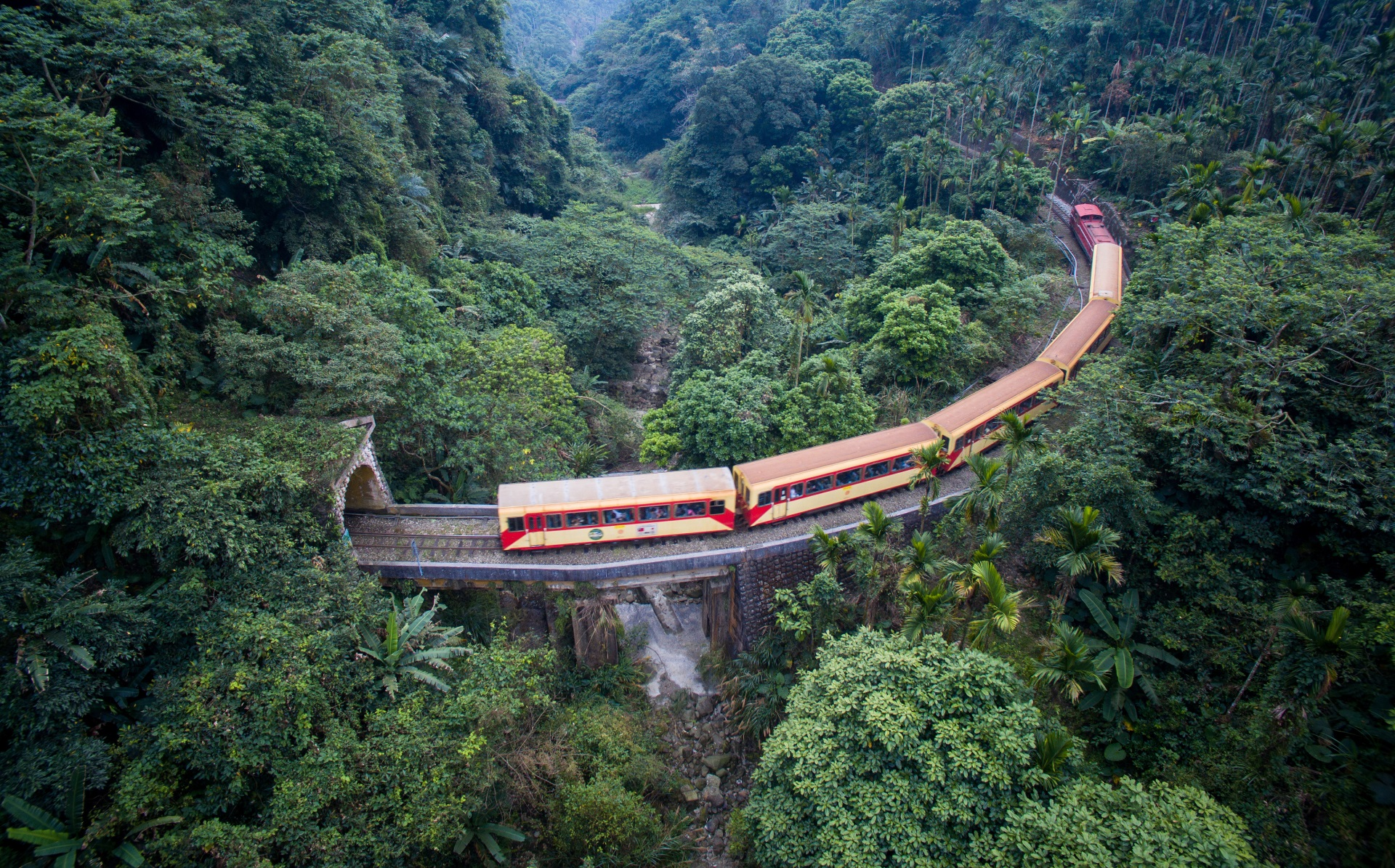
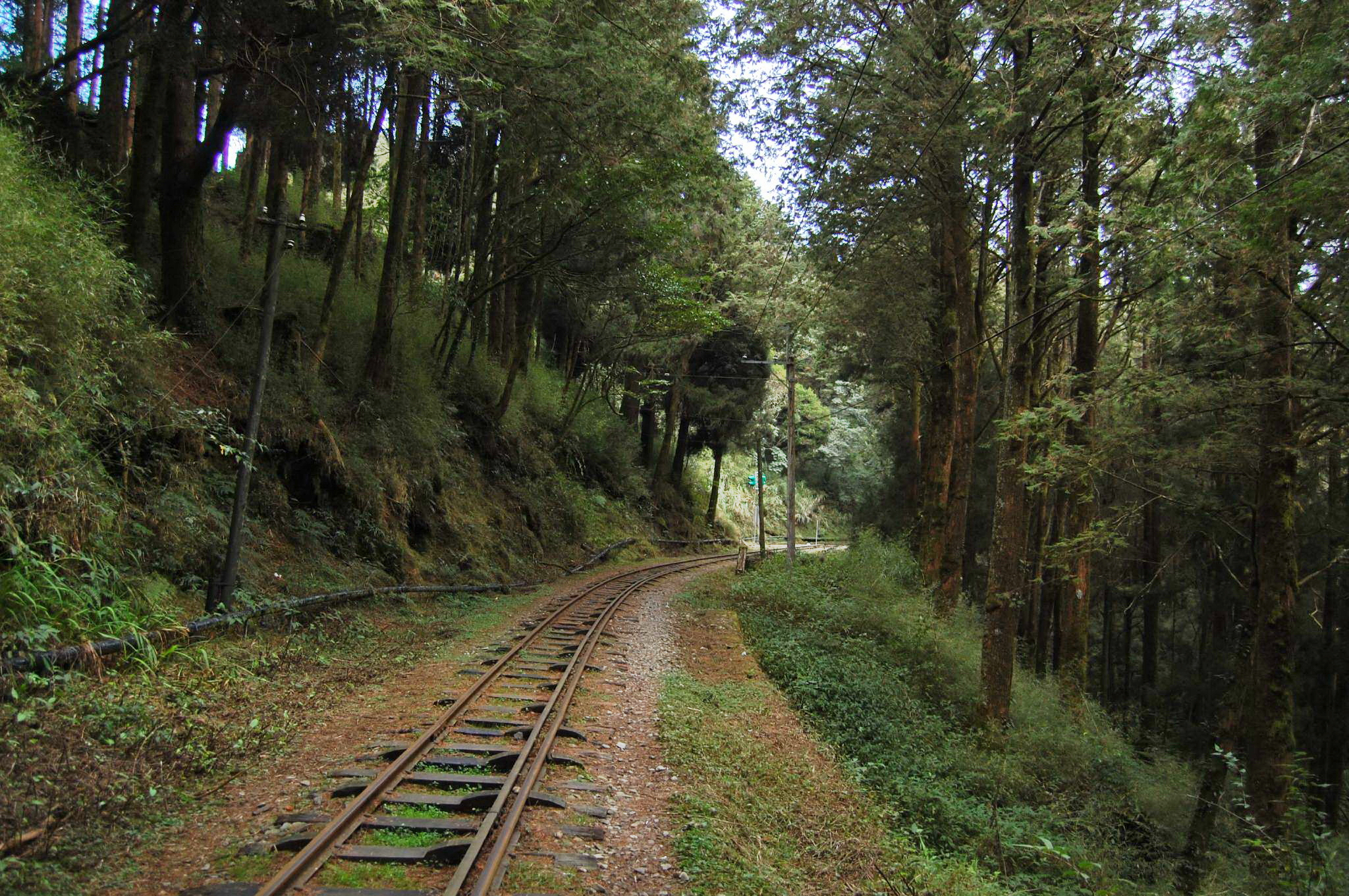